# Franz Boas
Franz Uri Boas, född 9 juli 1858 i Minden, provinsen Westfalen, Tyskland, död 21 december 1942 i New York, var ett av 1900-talets viktigaste namn inom antropologi och en förkämpe för empirism, kulturrelativism och vetenskapliga metoder[källa behövs].

## Biografi
Boas hade doktorerat i fysik och habiliterat sig i geografi i Tyskland innan han kom att börja med antropologi. Han förestod 1883-84 en meteorologisk station på Baffinön, och fick då tillfälle att studera eskimåernas liv, något som förde över honom på antropologins område. 
Efter en tids anställning vid Museum für Völkerkunde i Berlin flyttade Boas 1886 till Amerika, där han 1899 blev professor vid Columbiauniversitetet i New York. 
Boas utförde flera framgångsrika forskningsfärder, särskilt till nordvästra Amerika, där han samlade ett stort vetenskapligt material. Han var även ledare för den stora Jesup North Pacific expedition som hade till uppgift att studera sambandet mellan folk och kulturer i Amerika och Asien.
Boas tog tidigt avstånd från Lewis Henry Morgans utvecklingsmodell och räknas idag inte bara som den amerikanska antropologins fader, utan som en av de mest tongivande tidiga antropologerna över huvud taget. Franz Boas utvecklade under 1900-talet fyra första decennier ett svar på rashygienens praktiker och andra former av vetenskaplig rasism på båda sidor av Atlanten. 
Bland Boas skrifter kan särskilt nämnas The Central Eskimo (1888), The Growth of Children (1896), The Mind of Primitive Man (1911), Indianische Sagen von der nordpacifischen Küste Amerikas (1895) samt Primitive Art (1927).